# Міллер Тауншип (округ Гантінгдон, Пенсільванія)
Міллер Тауншип (англ. Miller Township) — селище (англ. township) в США, в окрузі Гантінгдон штату Пенсільванія. Населення — 459 осіб (2020).

## Демографія
Згідно з переписом 2010 року, у селищі мешкали 462 особи в 195 домогосподарствах у складі 149 родин. Було 275 помешкань
Расовий склад населення:
| - 98,1 % — білих - 1,5 % — чорних або афроамериканців - 0,4 % — азіатів |

До двох чи більше рас належало 0,0 %. Частка іспаномовних становила 0,4 % від усіх жителів.
За віковим діапазоном населення розподілялося таким чином: 16,7 % — особи молодші 18 років, 65,3 % — особи у віці 18—64 років, 18,0 % — особи у віці 65 років та старші. Медіана віку мешканця становила 47,9 року. На 100 осіб жіночої статі у селищі припадало 99,1 чоловіків;  на 100 жінок у віці від 18 років та старших — 101,6 чоловіків також старших 18 років.
Середній дохід на одне домашнє господарство  становив 66 100 доларів США (медіана — 66 719), а середній дохід на одну сім'ю — 71 372 долари (медіана — 68 125). За межею бідності перебувало 7,9 % осіб, у тому числі 3,9 % дітей у віці до 18 років та 5,1 % осіб у віці 65 років та старших.
Цивільне працевлаштоване населення становило 237 осіб. Основні галузі зайнятості: освіта, охорона здоров'я та соціальна допомога — 26,2 %, виробництво — 19,8 %, транспорт — 7,6 %, фінанси, страхування та нерухомість — 7,6 %.